# 寺崎裕彦
寺崎 裕彦（てらさき やすひこ、1970年4月14日 -）は、元富山テレビアナウンサー、現・業務局編成部長兼番組審議会事務局長である。

## 略歴
石川県小松市出身。法政大学社会学部卒業後、1993年4月に富山テレビ放送へ入社。2011年3月に同社の報道制作局報道部副部長となる。その後、報道制作局制作部副部長を経て、2013年6月に報道部プロデューサー（部長職）となる。2016年3月1日から、業務局編成部長兼番組審議会事務局長。

## 過去の担当番組
- BBTスーパーニュース FNN 平日キャスター、スポーツキャスター
- 5時ってうきうき
- BBTニュースフラッシュ
- 月刊!元気とやま情報チャンネル
- 富山いかがde SHOW (- 2016年3月26日)